# Плејнвел (Мичиген)
Плејнвел (Мичиген) (енгл. Plainwell) град је у америчкој савезној држави Мичиген. По попису становништва из 2010. у њему је живело 3.804 становника.

## Демографија
Према попису становништва из 2010. у граду је живело 3.804 становника, што је 129 (3,3%) становника мање него 2000. године.
| Група             | 2000.         | 2010.         |
| Белци             | 3.780 (96,1%) | 3.603 (94,7%) |
| Афроамериканци    | 18 (0,5%)     | 39 (1,0%)     |
| Азијати           | 14 (0,4%)     | 16 (0,4%)     |
| Хиспаноамериканци | 65 (1,7%)     | 86 (2,3%)     |
| Укупно            | 3.933         | 3.804         |